# Центральный район (Красноярск)
Центра́льный райо́н — один из районов Красноярска. Расположен в центральной части города, на его территории находятся исторический центр Красноярска, краевая и городская администрации.

## Историческая справка
Центральный район в первоначальном виде создан 5 октября 1937 года, когда вышло постановление Красноярского крайисполкома и бюро крайкома ВКП(б) которым был образован Сталинский район. Это постановление было утверждено Президиумом ВЦИК 25 июня 1938 года протоколом №101. Указом Президиума Верховного Совета РСФСР от 5 ноября 1961 года район переименован в Центральный.

## География
Район расположен на левом берегу Енисея и граничит с Советским и Железнодорожным районами. С территории района, в месте впадения в Енисей реки Качи, началось развитие города. Первоначально район занимал более обширную территорию, включая полностью нынешний Советский район, выделенный в 1969 году.

## Население
| 1970    | 1979    | 1989    | 2002    | 2009    | 2010    | 2013    |
| ------- | ------- | ------- | ------- | ------- | ------- | ------- |
| 71 571  | ↗72 197 | ↗75 777 | ↘54 503 | ↗54 547 | ↗55 060 | ↗61 626 |
| 2014    | 2015    | 2016    | 2017    | 2021    |         |         |
| ↗65 096 | ↗68 475 | ↗72 007 | ↗75 722 | ↗86 061 |         |         |

30 % населения — пенсионеры и получатели пособий.

## Общие сведения
На территории района расположены не только краевая и городская администрации, но и Главное управление МВД России по Красноярскому краю, Межмуниципальное управление МВД России Красноярское, ФСБ Красноярского края, а также предприятия связи: Управление Федеральной почтовой связи Красноярского края, ПАО «Ростелеком» и другие.
Потребительский рынок Центрального района (рынок потребительских товаров и услуг) достаточно широк и разнообразен. На территории района функционируют:
- 466 предприятий розничной торговой сети (продовольственные и непродовольственные магазины);
- 202 предприятия общественного питания;
- 192 предприятия бытового обслуживания населения;
- 29 предприятий временного размещения и проживания (гостиницы, хостелы);
- 52 нестационарных торговых объекта (киоски, павильоны);
- 8 торговых домов (торговых центров);
- 2 постоянно действующие ярмарки («Енисейский привоз» и «Центральный рынок»).

Район образуют 170 улиц и 4186 жилых домов, управление которыми осуществляют 57 управляющих компаний и 29 ТСЖ.
Всего в районе 539 многоквартирных домов (МКД) и 3647 домов частного сектора, который преимущественно расположен в мкр. Покровка. Основные (центральные) улицы района – проспект Мира, улица Ленина и улица Карла Маркса.
Образование
Всего 24 образовательных организации, в том числе:
- Школ — 9
- Детских садов — 12
- Учреждения дополнительного образования — 2
- Центр психолого-педагогического и медико-социального сопровождения

Культура
- Библиотек — 8
- Художественных школ — 2
- Музыкальных — 2
- Музеев — 17
- Театров — 4
- Кинотеатров и кинокомплексов — 3

Кроме того, в районе расположены Дом работников просвещения, Дом актёра. Работают творческие Союзы: писателей, композиторов, журналистов, художников, театральных деятелей.
Спорт

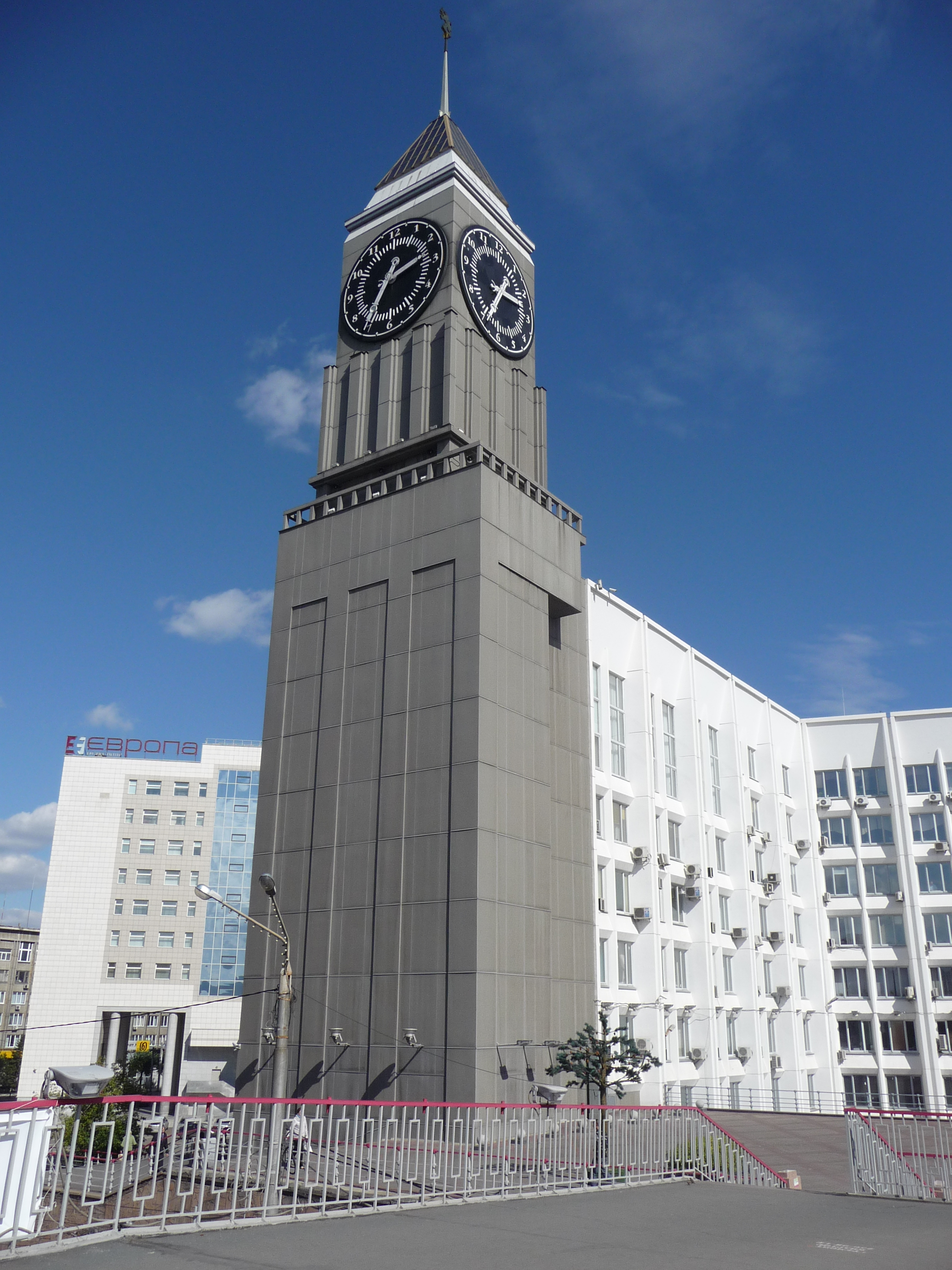
Часы на башне здания городской администрации

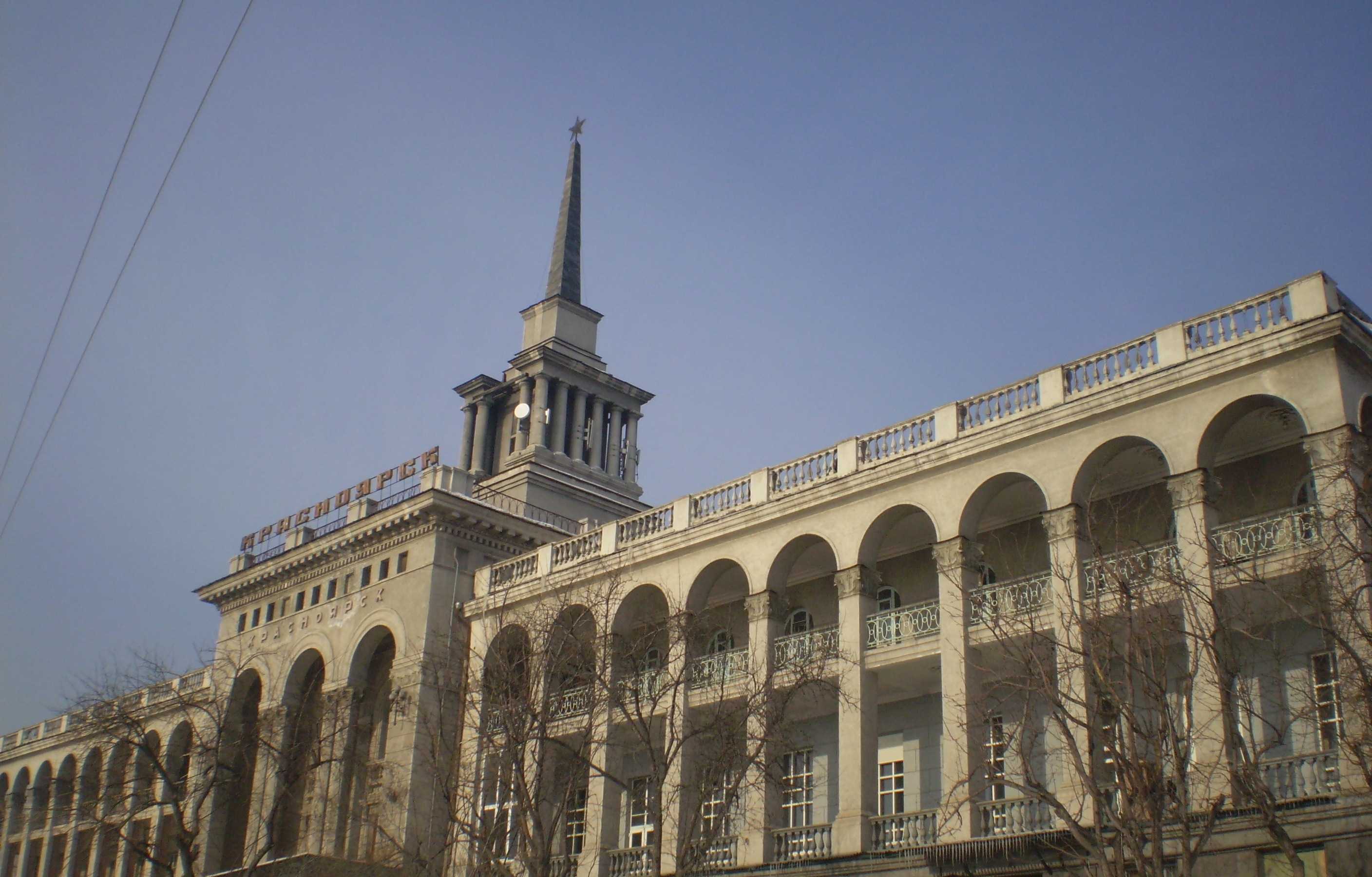
Красноярский речной вокзал

В районе создана крупнейшая спортивная база по игровым и летним видам спорта.
- Бассейнов — 3
- Стадионов — 3
- Дворцов спорта — 1
- Спортзалов — 163
- Легкоатлетический манеж — 1
- ДЮСШ — 20

Здравоохранение
- Больниц (включая филиалы) — 38
- Поликлиник (включая филиалы) — 9
- Аптек (включая филиалы) — 64

Экономика
По данным ИФНС по Центральному району г. Красноярска, по состоянию на 31.12.2024 количество действующих налогоплательщиков района составляет 10557, из них 6731 юридическое лицо и 3826 индивидуальных предпринимателей.  
Наибольший удельный вес в экономике района занимают организации промышленности и потребительского рынка – 37,6%; складское хозяйство и вспомогательная транспортная деятельность – 9,7%, деятельность сухопутного и трубопроводного транспорта – 5,8%, строительство – 5,4%.